# Esmeralda Vädervax
Esmeralda "Mormor" Vädervax var en fiktiv häxa i böckerna om Skivvärlden, skapad av Terry Pratchett.
Esmeralda var först med i boken Trollkarlens stav år 1987. Hon bor i en stuga i Lanker. Där har hon har en biodling och några getter. Trots hennes otroliga krafter så nöjer hon sig mest med att använda "huvudologi" som går ut på att man lurar folk till att tro det man vill att de ska tro. Hon är god vän med Gytha Ogg, och kallas av sina närmaste vänner Esme.
Hon är ganska gammal men trots det mycket kraftfull.